# SETI@home
SETI@home – projekt internetowy obliczeń rozproszonych koordynowany przez Uniwersytet Kalifornijski w Berkeley, będący częścią programu SETI (Search for Extraterrestrial Intelligence), którego celem jest poszukiwanie w kosmicznym szumie radiowym sygnałów od pozaziemskich cywilizacji.
Uczestnicy programu ściągają ze strony internetowej projektu program klienta, który pobiera porcje szumu kosmicznego rejestrowanego przez radioteleskop w Arecibo. Następnie klient analizuje szum pod kątem cech które mogą świadczyć o tym że sygnał został nadany przez pozaziemską inteligencję. Program działa jako wygaszacz ekranu lub aplet, w celu analizy sygnału wykorzystujący moce obliczeniowe procesora oraz karty graficznej komputera domowego, standardowo program będzie wykorzystywał tylko wolną moc obliczeniową maszyny.
Oficjalna premiera projektu SETI@home miała miejsce 17 maja 1999 roku. Od 31 marca 2020 roku projekt jest w fazie hibernacji.

## Podstawy pracy projektu
Program poszukuje czterech typów sygnałów, które można odróżnić od szumu:
- Szczyty w pasmie widma elektromagnetycznego
- Gaussowe wzloty i upadki fali EM, przedstawiające najprawdopodobniej przejście czaszy radioteleskopu nad źródłem fal
- Tryplety – trzy szczyty następujące po sobie
- Sygnał pulsujący, który może reprezentować transmisję cyfrową w wąskim pasmie

## Rezultaty poszukiwań
Do tej pory, projekt nie potwierdził wykrycia jakichkolwiek sygnałów pozaziemskiej inteligencji. Jednak określono kilka „celów” mogących stanowić potencjalne źródło wymagające dalszej analizy. Najciekawszym tego typu kandydatem jest Radio źródło SHGb02+14a. Choć projekt trwający wiele lat nie osiągnął podstawowego celu znalezienia pozaziemskiej inteligencji, okazał się bardzo pomocny dla społeczności naukowej jako realne narzędzie do analizy danych, mogące pokonać największe superkomputery. Astronom Seth Shostak stwierdził w 2004 roku, że oczekuje na miarodajny sygnał i dowód istnienia obcej cywilizacji między 2020 a 2025 rokiem, opierając się na równaniu Drake'a. Oznacza to dalszą konieczność prowadzenia programu pomimo 14 lat bezowocnych i nieprzerwanych badań. W tym celu każdy użytkownik sieci internetowej może przystąpić do programu, oddając niewielką część mocy obliczeniowej własnego komputera w celu poszukiwania sygnałów od pozaziemskich cywilizacji.

## Platforma BOINC
15 grudnia 2005 roku zakończono migrację na nową platformę programową BOINC. Poprzednią platformę nazwano SETI@home Classic i zaprzestano jej dalszego rozwoju i obsługi.
Projekt w wersji klasycznej zgromadził ponad 5,4 miliona internautów (w tym około 84 000 z Polski) i był największym na świecie projektem internetowym wykorzystującym moc obliczeniową komputerów domowych w tamtym czasie.

## 1999-2005
Od roku 1999 do 2005 łączna suma pracy wszystkich kopii programu wyniosła ponad 2,4 miliona lat. Mimo że w ramach projektu nie znaleziono jeszcze żadnego konkretnego sygnału, o którym dałoby się powiedzieć, że na pewno został wysłany przez pozaziemską cywilizację, udało się zidentyfikować kilkanaście szczególnie interesujących gwiazd, w których szumie szczególnie często natrafiano na regularne fale nośne i tryplety.
Do 26 września, 2001, SETI@home wykonało 1021 operacji zmiennoprzecinkowych.
Z nich wszystkich, najgłośniejszym kandydatem do tej pory był Sygnał radiowy SHGb02+14a z dnia 1 września 2004 r.

## 2005-2009
3 maja 2006 roku rozpoczęto dystrybucję aplikacji „SETI@home Enhanced”. Komputery przechodzą przyspieszoną ewolucję i są w dzisiejszych czasach gotowe do znacznie intensywniejszych obliczeń, niż w czasach początku projektu, w przypadku niektórych obliczeń, są one teraz dwukrotnie dokładniejsze. Aplikację zoptymalizowano pod kątem zawartości jednostki obliczeniowej, co również miało przyspieszyć jej obliczanie.
Z ponad 278 832 aktywnymi komputerami w systemie (2,4 miliona łącznie) w 234 krajach, na 14 listopada 2009, SETI@home ma możliwość obliczania z prędkością 769 TeraFLOPS. Dla porównania Cray Jaguar, który był najszybszym superkomputerem we wrześniu 2009 osiągał 2331 Teraflops.
W lipcu 2008 do projektu został podłączony subprojekt o nazwie Astropulse, o bardzo dużych jednostkach obliczeniowych i skupiający się głównie na sygnałach pulsacyjnych i powtarzających się sygnałach pulsacyjnych. Zastosowany algorytm jest też znacznie czulszy od tego zastosowanego w SETI@Home. Z danych zebranych przez projekt będzie można również wyławiać pozycje pulsarów oraz osobliwości.

## 2020 -?
W marcu 2020 roku projekt przestał wysyłać nowe zadania do użytkowników SETI@home, co zakończyło obliczenia rozproszone w ramach projektu. W tamtym czasie zespół zamierzał skupić się na analizie i interpretacji danych gromadzonych przez 20 lat. Jednak pozostawiono otwartą możliwość ponownego uruchomienia obliczeń przez wolontariuszy z wykorzystaniem danych z innych radioteleskopów, takich jak MeerKAT czy FAST.
W listopadzie 2021 roku zespół naukowy przeanalizował dane i usunął zakłócone sygnały (zakłócenia radiowe, RFI) przy pomocy stworzonego przez siebie narzędzia Nebula. Spośród wyników zostanie wybranych około 100 najlepiej punktowanych multipletów, które zostaną następnie poddane obserwacji przy użyciu radioteleskopu FAST, dla którego zespół otrzymał dostęp na 24 godziny.

## Zagrożenie dla projektu
Do roku 2020 projekt SETI@home pozyskiwał dane z Obserwatorium Arecibo, które było prowadzone przez National Astronomy and Ionosphere Center i administrowane przez SRI International.
Zmniejszający się budżet operacyjny obserwatorium spowodował niedobór środków, którego nie udało się uzupełnić z innych źródeł, takich jak prywatni darczyńcy, NASA, zagraniczne instytucje badawcze czy prywatne organizacje non-profit, takie jak SETI@home.
Jednak w długofalowej perspektywie wielu uczestników projektu SETI uważa, że każde dostępne radioteleskopy mogłoby przejąć rolę Arecibo (które całkowicie zawaliło się w grudniu 2020 roku), ponieważ wszystkie systemy SETI są przenośne i możliwe do relokacji.